# نام تو شکستن غم
نام تو شکستن غم (به پنجابی: Dukh Bhanjan Tera Naam) فیلمی محصول سال ۱۹۷۴ و به کارگردانی بی.اس. تاپا است. در این فیلم بازیگرانی همچون درمندرا، دارا سینگ، سونیل دات، راجندرا کومار، رانجیت، اوم پراکاش ایفای نقش کرده‌اند.